# トゥズラ県

トゥズラ県
Tuzlanski kanton
Tuzlanska županija
Тузлански кантон

トゥズラ県（トゥズラけん、ボスニア語:Tuzlanski kanton、クロアチア語:Tuzlanska županija、セルビア語:Тузлански кантон、英語:Tuzla Canton）はあるいはトゥズラ・カントンはボスニア・ヘルツェゴビナ共和国の構成体であるボスニア・ヘルツェゴビナ連邦を構成する県。県都はトゥズラ。

## 基礎自治体
- トゥズラ（Tuzla） - 州都
- バノヴィチ（Banovići）
- チェリチ（Čelić）
- ドボイ・イストク（東ドボイ、Doboj Istok）
- グラダチャツ（Gradačac）
- グラチャニツァ（Gračanica）
- クラダニ（Kladanj）
- カレシヤ（Kalesija）
- ルカヴァツ（Lukavac）
- サプナ（Sapna）
- スレブレニク（Srebrenik）
- テオチャク（Teočak）
- ジヴィニツェ（Živinice）

## 地理と人口
トゥズラ県の面積は2,908平方キロメートルである。1991年の時点で、地域内の人口は949,621人であり、うち60%はボシュニャク人、28%はセルビア人、9%はクロアチア人であり、その他は少数民族（ユーゴスラビア人、ロマ、スロベニア人、ウクライナ人など）であった。
2002年の調査では、トゥズラ県の推計人口は607,571人であり、その90%を占める546,814人はボシュニャク人であった。トゥズラ県で2番目に大きな人口比率を占める民族集団はクロアチア人であり、主にトゥズラ、ジヴィニツェ、スレブレニクに居住しているが、他の自治体にも少数ずつ居住している。

## 歴史と文化
トゥズラ県は1994年にボシュニャク人勢力とクロアチア人勢力の間で交わされたワシントン合意によって設置され、その領域はデイトン合意によって1995年に定められた。1333年に建造された保存状態の良い要塞がスレブレニクに残されている。
座標: 北緯44度33分 東経18度36分 / 北緯44.550度 東経18.600度